# Cereatta
Cereatta is een geslacht van hooiwagens uit de familie Assamiidae.
De wetenschappelijke naam Cereatta is voor het eerst geldig gepubliceerd door Roewer in 1935. 

## Soorten
Cereatta omvat de volgende 3 soorten:
- Cereatta celeripes
- Cereatta elegans
- Cereatta kivuensis